# Juri Melnitschenko

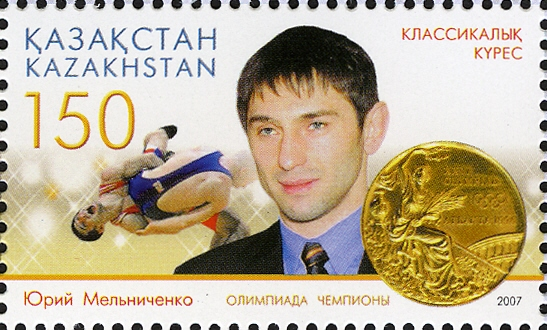

Juri Wassiljewitsch Melnitschenko (* 5. Juni 1972 in Jalal-Abad, Kirgisistan) ist ein ehemaliger kasachischer Ringer. Er wurde 1996 Olympiasieger im griechisch-römischen Stil im Bantamgewicht.

## Werdegang
Juri Melnitschenko begann 1979 mit dem Ringen. Er konzentrierte sich dabei auf den griechisch-römischen Stil und wurde hauptsächlich von Jegor Mukschtadt und Däulet Turlychanow trainiert. Er gehörte dem Sportclub PSK Daulet Alma-Ata an und ist Sportlehrer. Bei einer Größe von 1,68 Metern rang er während seiner ganzen Karriere im Bantamgewicht.
1990 wurde er, noch für die Sowjetunion startend, Junioren-Weltmeister (Altersgruppe „Juniors“ = bis zum 18. Lebensjahr) und 1991 errang er in Prievidza denselben Titel, allerdings in der Altersgruppe „Espoirs“ (bis zum 20. Lebensjahr).
Bei den Senioren startete er erstmals im Jahre 1994 bei einer internationalen Meisterschaft und holte sich bei der Weltmeisterschaft in Tampere gleich den Titel vor Alexander Ignatenko, Russland und Dennis Hall aus den Vereinigten Staaten. Im gleichen Jahr siegte er auch noch bei den Asienspielen in Hiroshima vor Shang Zetiang aus China und Lee Tae-ho aus Südkorea.
Im Juni 1995 war Juri Melnitschenko beim Großen Preis von Deutschland in Koblenz am Start und siegte dort vor Alexander Ignatenko. Bei der Weltmeisterschaft in Prag musste er sich im Finale gegen Dennis Hall geschlagen geben und belegte vor Alexander Igantenko, Dimitris Jiolsian, Griechenland und Ruslan Chakimow, Ukraine, den 2. Platz. Im November 1995 war er erneut in Deutschland am Start und belegte beim Welt-Cup in Schifferstadt im Federgewicht hinter Juan Luis Marén, Kuba und Artur Alexanian, Deutschland den 3. Platz.
Das Olympiajahr 1996 begann er mit einem Sieg bei der Asienmeisterschaft in Xiaoshan/China vor Kenkichi Nishimi, Japan und Sheng Zetiang. Bei den Olympischen Spielen in Atlanta trumpfte Juri Melnitschenko groß auf. Er besiegte nacheinander Alexander Igantenko, Marian Sandu, Rumänien, Ruslan Chakimow, Rıfat Yıldız aus Deutschland und Dennis Hall, den er mit 4:1 Punkte besiegte, und holte sich damit die Goldmedaille. Insgesamt erzielte er in seinen fünf siegreichen Kämpfen ein Punkteverhältnis von 30:2, was seine Überlegenheit zeigt.
1997 wurde Juri Melnitschenko wieder Asienmeister vor Kim In-sub aus Südkorea, der in den nächsten Jahren einer seiner härtesten Gegner war. Bei den Ostasienspielen in Busan siegte er ebenfalls und schließlich holte er sich 1997 bei der Weltmeisterschaft in Breslau seinen zweiten Weltmeistertitel. Er besiegte dabei István Majoros aus Ungarn, Takahashi Nishijima, Japan, Armen Nasarjan aus Bulgarien, Vilajet Agajew aus Aserbaidschan und Rafik Simonjan aus Russland. Auch bei dieser Meisterschaft zeigte er sich hoch überlegen, was das Punkteverhältnis zu seinen Gunsten von 29:4 ausweist. Dabei gab er die 4 Punkte im Kampf gegen den Olympiasieger und vielfachen Weltmeister Armen Nasarjan beim 6:4-Sieg ab.
In den folgenden drei Jahren, in denen er noch aktiv war, gelang es ihm dann nicht mehr, noch einen internationalen Titel zu gewinnen. Bei der Weltmeisterschaft 1998 in Gävle besiegte er zwar erneut Armen Nasarjan und danach noch Rifat Yildiz und Artur Sargsjan, Armenien, dann verlor er aber gegen Kim In-sub. Nach einem weiteren Sieg über Constantin Borascu aus Rumänien konnte er dann zum abschließenden Kampf um eine Bronzemedaille, in dem er, dem damals etwas eigenartigen Reglement entsprechend, noch einmal gegen Armen Nasarjan hätte ringen müssen, wegen einer Verletzung nicht mehr antreten. Er belegte damit den 4. Platz.
Im Finale der Asienmeisterschaft 1999 in Taschkent verlor Juri Melnitschenko wieder gegen Kim In-sub und belegte damit vor Dilshod Aripov aus Usbekistan und Kenkichi Nishimi den 2. Platz. Diesen Platz belegte er auch bei der Weltmeisterschaft 1999 in Athen, wo er zu Siegen über Ilija Cheban, Republik Moldau, Melchior Tumasis, Philippinen, Joel Carlsson, Schweden, Sheng Shetiang und Armen Nasarjan kam. Im Endkampf unterlag er wieder gegen Kim In-sub.
Großes Pech hatte Juri Melnitschenko dann bei seinem letzten internationalen Wettkampf. Er verlor nämlich bei den Olympischen Spielen in Sydney in seinem ersten Kampf erneut gegen Kim In-sub und konnte zu seinem zweiten Kampf gegen Dilshod Aripov wegen einer Verletzung nicht mehr antreten. Er landete deshalb abgeschlagen auf dem 19. Platz.

## Internationale Erfolge
| Jahr | Platz | Wettbewerb                              | Gewichtsklasse | Ergebnisse |
| 1990 | 1.    | Junioren-WM (Juniors)                   | bis 58 kg      | vor Ari Härkänen, Finnland und Sevket Karapinar, Türkei |
| 1991 | 1.    | Junioren-WM (Espoirs) in Prievidza      | Bantam         | vor Constantin Dodita, Rumänien und Choi Sang-sun, Südkorea |
| 1994 | 1.    | WM in Tampere                           | Bantam         | vor Alexander Ignatenko, Russland, Dennis Hall, USA, Mikael Lindgren, Schweden und Şeref Eroğlu, Türkei |
| 1994 | 1.    | Asienspiele in Hiroshima                | Bantam         | vor Sheng Zetiang, China und Lee Tae-ho, Südkorea |
| 1995 | 1.    | Großer Preis von Deutschland in Koblenz | Bantam         | vor Alexander Ignatenko und Kenkichi Nishimi, Japan |
| 1995 | 2.    | WM in Prag                              | Bantam         | hinter Dennis Hall, vor Alexander Ignatenko, Dimitris Jiolsiang, Griechenland, Ruslan Chakimow, Ukraine und An Han-bong, Südkorea                                                                                |
| 1995 | 3.    | Welt-Cup in Schifferstadt               | Feder          | hinter Juan Luis Marén, Kuba und Artur Alexanian, Deutschland |
| 1996 | 1.    | Asienmeisterschaft in Xiaoshan/China    | Bantam         | vor Kenkichi Nishimi und Sheng Zetianf |
| 1996 | Gold  | OS in Atlanta                           | Bantam         | nach Siegen über Alexander Ignatenko, Marian Sandu, Rumänien, Ruslan Chakimow, Rifat Yildiz, Deutschland und Dennis Hall                                                                                         |
| 1997 | 1.    | Asienmeisterschaft in Sari/Iran         | Bantam         | vor Kim In-sub, Südkorea und Mehdi Nassiri, Iran |
| 1997 | 1.    | Ostasienspiele in Busan                 | Bantam         | vor Kim Kyung-jung, Südkorea und Yasitoshi Motoki, Japan |
| 1997 | 1.    | WM in Breslau                           | Bantam         | nach Siegen über Istvan Majoros, Ungarn, Takashi Nishijima, Japan, Armen Nasarjan, Bulgarien, Vilajet Agajew, Aserbaidschan und Rafik Simonhan, Russland                                                         |
| 1998 | 2.    | FILA-Test-Turnier in Nikea/Griechenland | Bantam         | hinter Igor Petrenko, Belarus, vor Sinan Ahmet Hanli, Deutschland, Plamen Tschoukassow, Bulgarien und Armen Nasarjan                                                                                             |
| 1998 | 4.    | WM in Gävle                             | Bantam         | nach Siegen über Armen Nasarjan, Rifat Yildiz und Artur Sargsjan, Armenien, einer Niederlage gegen Kim In-sub, einem Sieg über Constantin Borascu, Rumänien und einer Niederlage (kampflos) gegen Armen Nasarjan |
| 1999 | 2.    | Asienmeisterschaft in Taschkent         | Bantam         | hinter Kim In-sub, vor Dilshod Aripov, Usbekistan und Kenkichi Nishimi |
| 1999 | 2.    | WM in Athen                             | Bantam         | nach Siegen über Ilja Cheban, Moldawien, Melchior Tumasis, Philippinen, Joel Carlsson, Schweden, Sheng Zetiang und Armen Nasarjan und einer Niederlage gegen Kim In-sub                                          |
| 2000 | 19.   | OS in Sydney                            | Bantam         | nach Niederlagen gegen Kim In-sub und Dilshod Aripov (kampflos) |

## Erläuterungen
- alle Wettkämpfe im griechisch-römischen Stil
- OS = Olympische Spiele, WM = Weltmeisterschaft
- Bantamgewicht, Gewichtsklasse bis 1996 bis 57 kg, von 1997 bis 2001 bis 58 kg, Federgewicht, bis 1996 bis 62 kg Körpergewicht